# 斯塔維西克
50°58′44″N 31°14′27″E / 50.97889°N 31.24083°E
斯塔維西克（烏克蘭語：Ставиське），是烏克蘭北部的村莊，隸屬切爾尼希夫州的切爾尼希夫區。該村始建於1858年，面積1.84平方公里，海拔高度112米，2001年人口486，人口密度每平方公里264.6人。